# Mauriac (Gironde)
Mauriac település Franciaországban, Gironde megyében. Lakosainak száma 228 fő (2022. január 1.). Mauriac Ruch, Cleyrac, Cazaugitat, Blasimon, Saint-Antoine-du-Queyret és Soussac községekkel határos.

## Népesség
A település népességének változása:
| Lakosok száma | 264  | 228  | 230  | 238  | 270  | 257  | 244  | 236  | 232  | 228  |
|               | 1968 | 1982 | 1990 | 2006 | 2013 | 2015 | 2017 | 2019 | 2020 | 2022 |